# Edward Whittall
Edward Whittall ( 9 de septiembre de 1851 - 1917 ) fue un botánico inglés, coleccionista y cultivador de flores silvestres de Asia Menor.

## Honores
- Jardín botánico Edward Whittall, Borova, Esmirna (Turquía).[2]

### Epónimos
especies
- (Liliaceae) Fritillaria whittallii Baker[3]
- (Liliaceae) Tulipa whittallii A.D.Hall[4]
- (Liliaceae) Tulipa whittallii Elwes[5]

variedades
- (Liliaceae) Tulipa orphanidea Boiss. ex Heldr. var. whittallii (A.D.Hall) Dykes[6]

- La abreviatura «Whittall» se emplea para indicar a Edward Whittall como autoridad en la descripción y clasificación científica de los vegetales.[7]